# Državna cesta D35
D35 je državna cesta u Hrvatskoj. Ukupna duljina iznosi 46 km.